# سحابی دوقطبی

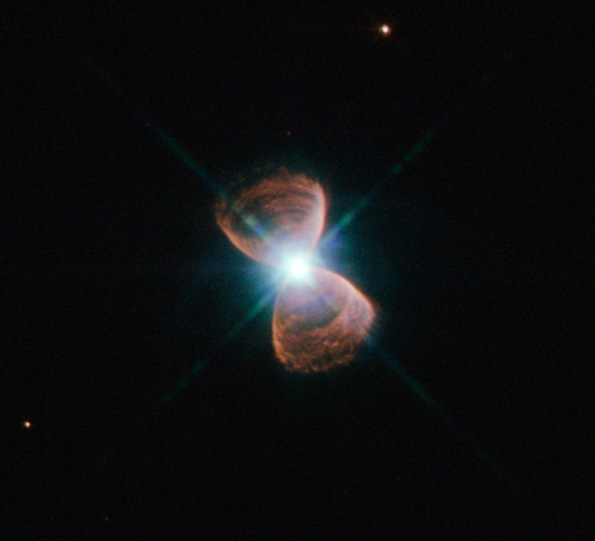
سحابی دوقطبی PN Hb 12.

سحابی دوقطبی (انگلیسی: Bipolar nebula) گونه‌ای سحابی است که با دو لوب در دو قطب یک ستاره مرکزی مشخص می‌شود. حدود ۱۰–۲۰ درصد از سحابی‌های سیاره‌ای دوقطبی هستند.

## ساختار
هرچند دلیل‌های روشن دقیقی برای شکل‌گیری ساختار این سحابی مشخص نیست، در بیشتر بررسی‌ها تصور می‌شود که دلالت بر حضور یک ستارهٔ مرکزی دوتایی با دوره‌ای از چند روز تا چند سال دارد. همان‌طور که یکی از دو ستاره لایه‌های بیرونی خود را بیرون می‌زد، دیگری جریان خروج مواد را مختل می‌کند تا شکل دوقطبی را تشکیل دهد.

## نمونه‌ها
- سحابی آدمک پیرامون کهکشان اتا شاه‌تخته.
- [۴][۵][۶][۷]
- Hubble 5[۸]
- M2-9 – The Wings of a Butterfly Nebula[۹]